# Obbola/IFK Holmsund
Obbola/IFK Holmsund var en sammanslagning av fotbollsklubbarna Obbola IK och IFK Holmsund. Ex-allsvenska IFK spelade i näst högsta serien, division I, säsongerna 1988 till 1990. Efter säsongen 1990 försattes dock föreningen i konkurs, varpå många spelare anslöt sig till Obbola istället. Holmsund, temporärt under namnet Holmsunds FF, fick börja om i seriesystemet.
Medan Holmsund raskt steg i seriesystemet tog Obbola IK steget upp till division II till säsongen 1994. Obbola klarade nytt kontrakt tre säsonger i följd men i och med att Holmsund hade bättre förutsättningar och anor från spel i högre serier bestämde sig de två klubbarna att det vore bättre om division II-laget fanns i Holmsund och division IV-laget (den division IFK Holmsund klättrat till) i Obbola. Inom svensk idrott är det inte tillåtet att byta serietillhörighet eller slås samman hursomhelst, därav exempelvis Tegs SK/Umeå FC 1988 och Danmark-Sirius DFF 2011. Klubbarna gick därför samman i Obbola/IFK Holmsund till säsongen 1997. Obbola IK "återuppstod" sedan i division IV medan IFK Holmsund "återuppstod" i division II 1998.